# 范國威
范國威（英語：Gary Fan Kwok-wai；1966年10月30日—），綽號咖喱飯，香港民主派政治人物，籍貫廣東惠陽，新民主同盟及香港本土成員，已婚，育一女，前香港立法會議員（新界東選區）及前西貢區議會運亨選區議員。范國威是民主派一員，主張港人優先，不支持港獨及以暴力方式應對中港矛盾，從實際政策倡議，去捍衛本土權益，以滿足對香港民主、自由、人權、法治的追求。他的政治立場是自治派和中間偏左，曾在立法會上動議有關支持港人優先的議案，並在2018年1月勝出民主派初選，其後在2018年香港立法會補選於新界東選區勝出，重返立法會。2019年9月13日，被選舉主任剝奪參選資格的劉頴匡對立法會補選的選舉呈請勝訴，范國威被裁定並非妥為當選。其後，范國威向終審法院上訴，得以暫時保留立法會議員身份。最後，終審法院拒絕上訴申請，即時失去議席。2021年1月6日因早前參與立法會民主派初選涉嫌違犯中華人民共和國香港特別行政區維護國家安全法而被捕，2月底被還押。 2024年11月18日判刑4年2個月，直至2025年4月29日刑滿出獄。

## 生平

### 早年生活
范國威早年成長在葵涌石蔭邨，小學就讀現時已結束的中華基督教會基蔭小學，後就讀天主教慈幼會伍少梅工業學校（今改名天主教慈幼會伍少梅中學），並於1984年畢業。在校時與香港電台第二台唱片騎師李志剛為同級同學。中學畢業後分別入讀明愛白英奇專業學校和香港正形設計學校，修讀設計文憑。
其後范國威往美國三藩市留學，過著半工讀的生活。1989年六四事件成為他一生的轉捩點，改變了他的世界觀。作為大學生的他第一次走上街頭，在三藩市中國領事館門外抗議中華人民共和國政府血腥鎮壓學生。
政治覺醒令范國威毅然加入海外民運，爭取中國早日邁向民主。1989年至1994年期間，范國威參與爭取興建永久擺放在三藩市唐人街的民主女神像，亦在1992年美國總統選舉期間曾參與美國民主黨的選舉活動，並結識當時的美國民主黨眾議員南希·佩洛西（Nancy Pelosi）。之後在1996年決定回港，加入民主黨，投身香港政治。

### 民主黨時期：1996-2010
范國威回港後，先後擔任立法局（1997年後為立法會）議員黃錢其濂及李柱銘的助理，亦加入民主黨，投身香港政治，成為民主黨第二梯隊中堅及少壯派，曾擔任前線的執委。
其後范國威轉在新界東發展，在1999年、2003年、2007年、2011年和2015年香港區議會選舉，五度在將軍澳運亨選區擊敗對手當選。在2000年香港立法會選舉新界東選區的競選活動中，更排在民主黨鄭家富團隊之後。
由於范國威曾撰文批評民主黨內的《大佬文化千秋萬世》，因而被民主黨元老司徒華及九龍城區議員馮競文等指斥破壞民主黨內部團結。
范國威在每次遊行前，往往會設計一些網上宣傳（俗稱E卡），供香港市民轉寄宣傳。另外亦自行設計賀年卡，再加上政治成份，如2005年為中國乙酉雞年，他則設計了「金雞翹首迎公投」的賀年卡。也由於他是美術學院畢業，所以香港民主派（包括其他政黨）不少的文宣作品以及報章廣告，還有更改自香港飛龍標誌的「普選鳳凰」均出自他的手筆。而在香港的免費報刊熱潮下，范國威亦印製了《將軍報》在將軍澳區內贈閱，並在網絡上供人免費下載。

### 創立新民主同盟
2010年10月2日，范國威因為反對其所屬的民主黨的區議會方案，投票支持通過一個沒有取消功能組別、沒有普選路線圖的政改方案，所以聯同二十多位黨員及前黨員成立社運團體「新民主同盟」（Neo Democrats），另起爐灶。起初范國威及其黨員表示自身將繼續留在民主黨內，維持民主黨黨內的多元聲音和民主包容的文化。
時任民主黨主席何俊仁表示，只要黨員遵守黨紀，例如在民主黨進行決議後投票立場一致，以及言行不會嚴重損害民主黨聲譽，自行成立社運組織並無問題。他又認為，聯盟中大多數成員未退黨，反映他們接受黨的整體表現和立場。也有民主黨成員指，他們主力爭取反對政改方案的泛民支持者。
2010年12月18日，民主黨舉行會員大會，范國威及其新民主同盟成員指政府提出政改本地立法後，發現當中細節與民主黨原先說法有極大出入，充滿着魔鬼細節，並非如民主黨領導層所說，是談判的勝利，所以決定退黨。新同盟正式進行社團註冊後，民主黨將新同盟視作政黨組織，並且不接受黨內成員同時為新同盟成員。

### 2011年區議會選舉
退黨後的范國威並沒有終止跟民主黨的合作，他所屬的新民主同盟跟民主黨、公民黨、民協及街工組成泛民區選聯盟，以迎戰2011年的區議會選舉，但新民主同盟一直被聯盟負責人蔡耀昌（民主黨）拒絕。直至范國威在2012年立法會選舉中當選，新民主同盟在公民黨陳家洛推薦下方能加入聯盟。
2011年的區議會選舉，新民主同盟派出十人應戰，分別為范國威、任啟邦、關永業、梁里、張國強、鍾錦麟、麥子熙、丘文俊、梁永雄及容溟舟，其中大部分候選人為紥根多年，有豐富地區工作經驗的區議員。
當年區選結果，不少泛民政治明星如陳淑莊、李卓人及李永達等人墮馬，但新民主同盟的十名候選人當中，只有麥子熙及梁永雄兩人落選，當選率達百分之八十。另一方面，在資源緊絀的情況下，絕大部分新同盟當選人都在所屬選區大幅拋離其他對手，可見選民對其地區工作的肯定。新民主同盟因而被視為泛民主派當中的一支奇兵，成為新界東急速冒起的地區勢力。

### 立法會議員
2012年，范國威率領新民主同盟參加2012年香港立法會選舉出戰新界東地區直選。由於他名氣較小，故此他在民意調查當中長期跌出當選門檻之外，但他得到已宣布不再連任、同樣因反對的鄭家富支持加上在政綱中主打本土議題、抗拒大陸化，例如反對中港自駕遊，修改基本法以堵截雙非問題等，都令他的名氣開始提升。
另一方面，他在2012年4月初致信索尼（Sony），投訴其尖沙咀海洋中心分店只用英文及簡體中文，要求索尼尊重香港文化，應於店內使用正體中文，加上他反對2010年政改的立場，令他得到以本土利益為先的高登討論區網民及不少年青人的青睞。
選戰期間，立場一直反對同性戀及性道德立場保守的民主黨黃成智因選戰中途被揭發報名以後派發禮物，並作出敵視單身女性的性別歧視發言：「香港的女性成為‘剩女’是為了增加性伴侶，或者是性觀念開放」，因而被指涉嫌侮辱單身女性。除此以外，他亦廣發單張被指支持要求同性戀者接受「拗直治療」，三項事件令他的支持度急降，跌出當選門檻之外。高登討論區有部分網民自發配票，並呼籲選民將選票配給范國威及人民力量的陳志全。
選舉當日，因民建聯拒絕配票，引致方國珊、葉偉明、龐愛蘭結果落敗，范國威得到28,621票，以4,027票之差擊敗方國珊，取得由2012政改方案下新增的新界東選區的最後一個議席，而陳志全則擊敗黃成智取得新增的議席，亦成為香港首位公開的男同性戀立法會議員。
選舉結束後，范國威表示自己當選已反映當日退出民主黨做法正確，並深信選民已就政改方案，向民主黨表達強烈不滿訊息。不過他表明不會在立法會掟蕉，也不會爆粗，首要的是拉近激進與溫和民主派的關係，因為兩邊都是盟友。不過，在立法會中，他與社民連及人民力量的激進民主派同席。
此外，他亦多謝高登討論區網民，若然沒有他們在投票日前夕助選，不斷在網上呼籲「一人一票撐咖喱飯」，新界東最後一席，或許也會落入建制派手上。
2014年范國威接受《熱血時報》黃洋達訪問時表示，與民主黨等傳統民主派有嚴重分歧，又點名批評民主黨多名核心人物，包括主席劉慧卿、前主席何俊仁，認為他們的凝聚力及包容力不足，令民主黨支持度大不如前。范更表明，若民主黨爭取民主的意志不夠堅定，終會淪為「建制民主派」。
2018年4月，范於Facebook上載一幅水墨畫。中聯辦主任王志民表示，十分歡迎社會各界以書信的形式表達不同的意見，但范將偉人當道具，在網上炒作的做法是對鄧小平極不尊敬。

#### 本土派路線
范國威與毛孟靜是香港本土成員，主打香港本土議題。一方面他們與傳統泛民主派、「左膠」不同，要求政府施政應先考慮香港人利益，反對放寬內地移民來港門檻，另一方面他們又反對以激進行動爭取政治訴求，與本土派普羅政治學苑立法會議員黃毓民、熱血公民等不同。
2013年8月底，范國威與立法會議員毛孟靜、張超雄（工黨）(後來退出聯署)、環保觸覺主席譚凱邦、保衛香港自由聯盟發言人韓連山等多名社運人士經網上召集，與數百位港人集資於9月3日在《明報》及《都市日報》刊登廣告，批評梁振英漠視港人利益，讓自由行陸客「肆虐」香港，破壞香港的文明和秩序，香港人基本生活需要不斷被剝削，已讓港人忍無可忍，表明「換特首是出路」，促請中國政府停止干涉香港內部事務；並在臺灣《自由時報》刊登「香港面對嚴重中國化，請台灣引以為鑑」廣告，讓臺灣人明白香港引入中國新移民及旅客後港人所面對的苦況，不要讓臺灣被中國客攻陷。工黨張超雄在廣告刊登前退出聯署，轉而批評聲明歧視新移民。
2014年12月10日，范國威在立法會提出「港人優先」議案，促請特區政府積極處理港中矛盾，並在施政時重視香港人利益，而非內地人。范提出十點建議，包括修改基本法取消「雙非」嬰兒的居港權、取消深圳居民一簽多行等。范提出的原議案和毛孟靜提出的修正案都遭到否決，其中建制派議員投下反對票，大部份泛民主派議員投下棄權票。原議案僅得范國威、毛孟靜、公共專業聯盟莫乃光及梁繼昌四人支持。而另一位本土派議員黃毓民則因缺席會議而未有表態。
2015年上半年，新界發生多次反水貨客行動，反對大批內地人來港購物及進行走私活動，推高新界物價及嚴重阻街。然而幾次事件都發生激烈的警民衝突，部份示威者在大街上指罵內地遊客及水貨客，亦有示威者腳踢路人的行李。多名示威者因襲警、《公安條例》非法集結等罪名被捕。多位泛民主派人物都指責示威者不文明的舉動。范國威、毛孟靜以及幾名泛民議員及後召開記者會，呼籲示威者停止暴力行為，以免出現「誤中副車」的情況，又認為特區政府政策失誤、執法不嚴是引發民憤的主因，政府應馬上處理有關訴求，避免民怨累積。但事後不少右翼本土派人士卻反指毛、范二人背棄本土派，其中在高登討論區中不少會員稱後悔投票給「偽本土」范國威。

#### 連任失敗
2016年香港立法會選舉，范國威於新界東選區尋求連任，但與他票源相近的鄭家富決定復出參選同一選區，在選舉當日新民主同盟三名區議員丘文俊、陳兆陽及趙柱幫更倒戈為鄭家富拉票，被范國威狠批為「撬樁腳」。范國威雖然票數比起上年有微增，有31,595票，但是因排名全區第十一，高票落選，連任失敗。泛民主派亦因此無法在新界東多取一席，反而目送容海恩入局，但成功阻止方國珊入局。

#### 重返議會
范國威在香港立法會宣誓風波，青年新政梁頌恆被取消議員資格後便一直部署參加補選。他於2017年12月5日正式成為「民主派初選」（新界東選區）的候選人，希望代表民主派參與補選。2018年1月15日，民主動力公布「民主派初選」的結果。新界東選區有三名候選人分別是郭永健、范國威、張秀賢。范國威在實體投票、電話調查以及政團投票三項中，分別得到8,089票（59.45%）、923票（60.89%）以及34票（29.57%），總分57.11分，大幅拋離次名郭永健的23.51分及第三名張秀賢的19.37分。范國威將代表民主派參與2018年香港立法會補選（新界東選區）。
1月19日，范國威遞交提名表格參與補選並已簽署選舉確認書，並獲胡志偉、余若薇、李卓人、陳志全、朱凱迪、姚松炎、張秀賢、郭永健到場支持。1月26日始確認提名有效。有分析認為，因本土派候選人已被選舉主任非法地剝奪參選資格，范很大機會同時取得本土派及泛民主派的選票勝出補選重返議會。
3月11日凌晨4時，范國威所屬的新民主同盟黨員周炫瑋大埔區議員聯同兩人在收回自己的帳篷時，被對手鄧家彪陣營指控破壞其布置在太和邨亨和樓附近的宣傳物資及帳篷，鄧家彪報警，其後周等人被帶到警署協助調查，最終無人被起訴，范國威回應此乃抹黑行為，但是原先不被看好的他最終以183,762票，以30,858票之差擊敗獲建制派支持的工聯會兼民建聯成員鄧家彪，成功重返立法會，其得票差距亦是泛民及建制中三區最高，但得票率是三區最低，亦較落選的姚松炎低。

#### 再度喪失議席
2019年9月13日，被選舉主任非法剝奪參選資格的劉頴匡對立法會補選的選舉呈請勝訴，范國威被裁定並非妥為當選，若果他上訴限期屆滿前不上訴，便會失去議席。其後他向終審法院就「是否有必要安排重選」提出上訴。范國威批評整件事源於選舉主任行政失當，導致選民意願遭不合理剝奪。政府犯錯，代價卻由無辜的當選人及選民承受，是有欠公允。范國威亦重申，不認同選舉主任有權就參選人政治立場而取消其資格。
2019年12月17日，終審法院拒絕批出上訴許可，范國威即時喪失立法會議員資格。

#### 范國威退出「新民主同盟」及正式退出香港政壇
2021年3月宣布已辭任西貢區議員。
2021年5月24日 因涉嫌參與非法「初選」，被控「顛覆國家政權」罪，仍然在扣押當中，迫於無奈透過社交媒體宣布退出「新民主同盟」，又聲稱此舉亦代表他正式退出香港政壇，不會再發揮政治影響力及參與各級選舉。

## 47人案

### 拒批保釋
2022年4月26日杜官在判辭指，被告家人的健康情況，法庭在范第一次保釋時已考慮，亦不認為構成重大情況改變。杜官又指，本案的被告已被還柙約一年。而下級法院在進行案件管理時，應就交付高院的日期等，訂立日期。除非有特殊情況出現，否則不可更改該日子。拒批范國威保釋。

### 認罪
2022年11月4日高院進行案件管理聆訊, 范國威確認會維持認罪, 表示會爭議部分控方案情

#### 范國威爭議對「攬炒十步曲」不知情[41]
「35+初選案」擬認罪被告的案件管理聆訊早前完成交付高等法院程序後被分成11組，最後一組周五11月4日早上10時在高等法院進行案件管理聆訊，同樣由3名《國安法》指定法官陳慶偉、陳嘉信及陳仲衡處理，控方代表為署理助理刑事檢控專員傅悅耳、署理助理刑事檢控專員羅天瑋，及署理高級檢控官莊文欣，至於范國威由大律師吳靄儀代表。同案被告中，吳敏兒及劉澤鋒則列席旁聽。
代表范國威的吳靄儀在庭上提及對部分案情內容有爭議，如對案情中提及的「攬炒十步曲」並不知情，辯方會透過求情陳詞時說明處理。法官就提出，控方或會持相反意見，而辯方有權召開紐頓聆訊（Newton Hearing）盤問證人，但吳靄儀毋須另外召開紐頓聆訊解決，認為證據已經呈交法庭，法庭可作推斷及詮釋，法官回應指再作出考慮。吳靄儀又指，由於被告不會參與審訊無法盤問證人，審訊中或會出現不可預期因素而影響被告，故希望在不認罪的被告審訊前判刑。

#### 官：是否同意所有案情對刑期影響不大
在早前的管理聆訊中，法官陳慶偉曾嚴詞提醒辯方，指認罪的三分一刑期扣減，只會給予展示悔意及節省法庭時間的被告，這天聆訊時，陳慶偉再次提醒，如被告因未能同意案情，或會影響認罪刑期扣減。而接連多次案件管理聆訊，均出現被告提出爭議案情，法官陳仲衡就關注，如控辯雙方未準備好同意案情，難在審訊前處理判刑，又提出被告是否同意所有案情，對刑期影響不大。

### 求情
2024年9月2日 初選47人案處理最後一批新界東9名被告的求情。代表范國威的大律師吳靄儀則強調，否決程序為《基本法》所容許，又指本案謀劃非常公開，加上政府有「大殺傷力武器」可DQ參選人，謀劃不可能實現，望法庭考慮情況特殊而減刑。吳又指，范獲西貢區議會前主席吳仕福、前立法局主席黃宏發撰求情信，讚揚他務實無私及對地區民生的貢獻，庭上並呈上范3年前為街坊所畫牛年年畫；范的女兒亦形容他是「最好的爸爸」。辯方指范望將一切抛諸腦後，專注家庭，望法庭視范為「其他參加者」或「積極參加者」的較低程度。

#### 吳靄儀：涉案謀劃公開、政府可DQ 不可能實現[42]
代表范國威的大律師吳靄儀，採納其他大狀的法律陳詞，認為本案並非顛覆國家政權罪最嚴重。吳又指，本案非常特殊，整個計劃非常公開、有大量文件記載（well-documented），令計劃埋下自我毀滅的種子。而被告雖稱否決權為「大殺傷力憲制武器」，但要達成的前提是有「35+」，然而行政機關也有「大殺傷力武器」去抗衡，選舉主任可以DQ參選人，本案31名參選被告中便有9人被DQ，計劃無可能實現。吳又指，即使有Plan B，該些參選人同樣會因其主張而被DQ；而政府最後也宣布押後選舉，被告根本無機會當選；即使立法會解散，特首也能批出短期撥款，法庭判詞提到的後果很難會出現。
法官陳慶偉問，假若吳靄儀是正確，為何協調會議要討論替補機制、甚至有「Plan C」，吳重申，即使有Plan B、Plan C，政府也能DQ，或者他們根本無機會勝出；又指以否決預算案爭取五大訴求，政府拒絕回應，終致特首下台，是《基本法》允許的情況，「我們的憲制沒有那麼脆弱」。
吳又指，根據《基本法》，即使立法會因否決預算案而解散，仍須經歷另一次選舉，否決同一份預算案，特首才須辭職，並指政府若選擇將同一份預算案呈上立法會、而不作任何改動是很奇怪，舉例若政府選擇派錢，新選出的立會有可能通過，相關程序的結果無法預視。吳重申，根據客觀事實，能否肯定同一班人會再當選、政府會提出原案、民主派會再否決該份預算案，均未可知，如法庭不能肯定謀劃會成功便應減刑。
法官陳慶偉主動提到，初選有逾61萬人投票，若謀劃不會成功，選民是否被騙：「你看，他們被承諾，投票可為香港政局帶來改變」，質疑被告若認為計劃不可能實現，是無向選民說出真相。吳指，難以知道所有選民投票的原因，並強調政府有責任維持穩定，對於謀劃公開、但政府容許投票發生而沒採取行動感到非常驚訝。

#### 吳靄儀：量刑時不應考慮《國安法》前行為 官明言拒納[42]
吳續指，被告於《國安法》生效前行為並不構成罪行，認為判刑時不能就《國安法》前的行為懲罰他們。法官李運騰指，人的思想不會一夜改變，除非有證據顯示被告的改變，否則被告《國安法》前的行為，可用作推論他《國安法》後的心態和參與。
吳強調，《國安法》無追溯力，認為此前行為只可用來證明串謀存在、及被告是謀劃的參與者，但不能用來衡量其罪責，並因此而加刑。法官陳慶偉指，他不能接納這一點，早前求情亦已向代表戴耀廷的資深大律師黃繼明表達；又問吳是望法庭不考慮范國威《國安法》前哪一些行為。吳坦言，此爭論與范關係不太大，是原則的爭議，並指范在初選並非組織者或發起人，只是出席協調會議和參加初選，參與較低。

#### 2024年11月18日量刑/判刑:

###### 刑期分級：積極參與　判囚 4 年 2 個月[7]
- 還押期間父親逝世，親人患重病
- 親撰求情信表達悔意，相信有關部門將來決定范能否提早釋放時，會考慮這點
- 屬積極參與者，採納 7 年為量刑起點
- 及時認罪減刑 3 分 1
- 對法律無知、考慮過去公共服務，共減刑 3 個月

#### 范國威手寫信對違法感懊悔　官指有關機關評估其減刑時會注意[43]
認罪的前新民主同盟主席范國威（現58歲），法官就認為基於其角色，應以7年作量刑起點，因范認罪可獲3份1刑期扣減，再就他對法律的無知，以及對公共服務的貢獻，各給予3個月扣減，終判監4年2個月。判詞中又引述范的父親在范還押期間去世，其他家人同患重病，而其親友、同事、服務的市民等為他撰寫求情信，對范有很高評價，要求法官盡可能寬大處理，法官就指「這是可以理解的」，同時再引述范國威的手寫信，指他對自己的違法行為感懊悔，選擇認罪，法官就指：「我們同樣毫不懷疑，如果他真的抱持這種態度，有關機關日後評估D39（范）的減刑情況時便會注意到（Again we had no doubt that the appropriate authority would take note of D39’s attitude, if genuinely held in assessing his remission in future）。」

### 出獄
2025年4月29日，范國威刑滿出獄。他離開石壁監獄後返抵將軍澳寓所，向傳媒表示多謝香港人及傳媒關心。

## 其他關注議題
除了本土議題外，范國威亦關注香港土地供應，長者政策及待遇，及香港社會福利界一筆過撥款問題。

### 長者政策問題
范國威於大埔劍橋護老院被揭發在露天地方脫光長者衣服、輪候洗澡事件中，曾經連同10名新民主同盟成員，要求警方調查事件。另外，范亦於2018年6月曾經在立法會發言，指現時安老院舍平均輪候時間超過兩年，更有6000名長者在等候期間逝世，但是政府盈餘充足，顯示政府「非不能、實不為」。

### 香港土地供應問題
對於香港土地供應不足的問題，范國威反對明日大嶼願景，認為是「倒錢落海、禍害子孫」的做法，又因為政府應將人口政策、限制非本地居民買樓及發展棕土等，與填海和發展郊野公園並列，作為解決土地房屋問題選項。

### 香港社會福利界議題
范國威反對於社福界備受爭議的一筆過撥款制度，並於2018年5月曾經支持另一民主派立法會議員邵家臻。

## 選舉
2003年香港區議會選舉
| 選區 | 編號 | 政黨   | 候選人         | 票數（百分比） |
| ---- | ---- | ------ | -------------- | -------------- |
| 運亨 | 1    | 民建聯 | 陳永雄         | 0,604 (16.44%) |
| 運亨 | 2    | 民主黨 | 范國威（當選） | 3,070 (83.56%) |

2007年香港區議會選舉
| 選區 | 編號 | 政黨   | 候選人         | 票數（百分比） |
| ---- | ---- | ------ | -------------- | -------------- |
| 運亨 | 1    | 民主黨 | 范國威（當選） | 2,567 (72.21%) |
| 運亨 | 2    | 民建聯 | 連楚強         | 0,988 (27.79%) |

2011年香港區議會選舉
| 選區 | 編號 | 政黨   | 候選人         | 票數（百分比） |
| ---- | ---- | ------ | -------------- | -------------- |
| 運亨 | 1    | 民建聯 | 侯勵英         | 1,010 (25.10%) |
| 運亨 | 2    | 新同盟 | 范國威（當選） | 3,014 (74.9%)  |

2012年香港立法會選舉
| 選區   | 編號 | 政黨                   | 候選人                                                                 | 票數（百分比）  |
| ------ | ---- | ---------------------- | ---------------------------------------------------------------------- | --------------- |
| 新界東 | 1    | 社民連                 | 梁國雄                                                                 | 48,295 (10.39%) |
| 新界東 | 2    | 工聯會                 | 葉偉明、黃宏滔、程岸麗、簡兆祺、曾勁聰、張國和                         | 24,458 (5.26%)  |
| 新界東 | 3    | 民主黨                 | 劉慧卿、柯耀林、林少忠、林咏然                                         | 37,039 (7.97%)  |
| 新界東 | 4    | 獨立                   | 梁安琪                                                                 | 01,077 (0.23%)  |
| 新界東 | 5    | 公民力量/新論壇        | 龐愛蘭、譚領律、羅光強、陳國添、蘇俊文、林松茵、梁家輝、陳敏娟、鄧永昌 | 23,988 (5.16%)  |
| 新界東 | 6    | 民建聯                 | 葛珮帆、莊元苳、李世榮、李家良、董健莉、祁麗媚、黃冰芬                 | 46,139 (9.93%)  |
| 新界東 | 7    | 人民力量/前綫/選民力量 | 陳志全、袁彌明                                                         | 38,042 (8.19%)  |
| 新界東 | 8    | 經濟動力               | 邱榮光、湯寶珍、陳灶良、彭樹穩、劉偉倫、成國柱、文春輝、鄧光榮、駱水生 | 05,717 (1.23%)  |
| 新界東 | 9    | 民建聯                 | 陳克勤、劉國勳、黃碧嬌、藍偉良、胡健民、姚銘                           | 40,977 (8.82%)  |
| 新界東 | 10   | 工黨                   | 張超雄、郭永健                                                         | 39,650 (8.53%)  |
| 新界東 | 11   | 民主黨                 | 蔡耀昌、區鎮樺、麥潤培、鄺美娜                                         | 10,028 (2.16%)  |
| 新界東 | 12   | 新同盟                 | 范國威、任啟邦、梁里、梁永雄、關永業、丘文俊、鍾錦麟、張國強、容溟舟   | 28,621 (6.16%)  |
| 新界東 | 13   | 自由黨                 | 田北俊、周梁淑怡、梁志偉、廖國華                                       | 31,016 (6.67%)  |
| 新界東 | 14   | 民主黨                 | 黃成智、羅世恩                                                         | 21,118 (4.54%)  |
| 新界東 | 15   | 公民黨                 | 湯家驊、楊岳橋                                                         | 32,753 (7.05%)  |
| 新界東 | 16   | 107動力                | 何民傑                                                                 | 02,875 (0.62%)  |
| 新界東 | 17   | 獨立                   | 龐一鳴                                                                 | 06,031 (1.3%)   |
| 新界東 | 18   | 專業動力               | 方國珊                                                                 | 24,594 (5.29%)  |
| 新界東 | 19   | 獨立                   | 陳國強                                                                 | 02,327 (0.5%)   |

2015年香港區議會選舉
| 選區 | 編號 | 政黨            | 候選人         | 票數（百分比） |
| ---- | ---- | --------------- | -------------- | -------------- |
| 運亨 | 1    | 獨立            | 申偉基         | 2,313 (41.8%)  |
| 運亨 | 2    | 新同盟/香港本土 | 范國威（當選） | 3,104 (56.1%)  |
| 運亨 | 3    | 獨立            | 黎子華         | 0,117 (2.1%)   |

2018年3月香港立法會補選
| 選區   | 編號 | 政黨            | 候選人         | 票數（百分比）   |
| ------ | ---- | --------------- | -------------- | ---------------- |
| 新界東 | 1    | 獨立            | 黃成智         | 006,182 (1.5%)   |
| 新界東 | 2    | 專業動力        | 方國珊         | 064,905 (15.74%) |
| 新界東 | 3    | 獨立            | 陳玉娥         | 001,504 (0.36%)  |
| 新界東 | 4    | 工聯會/民建聯   | 鄧家彪         | 152,904 (37.08%) |
| 新界東 | 5    | 獨立            | 趙佩玉         | 003,068 (0.74%)  |
| 新界東 | 6    | 新同盟/香港本土 | 范國威（當選） | 183,762 (44.57%) |

2019年香港區議會選舉
| 選區 | 編號 | 政黨                | 候選人         | 票數（百分比）   |
| ---- | ---- | ------------------- | -------------- | ---------------- |
| 運亨 | 1    | 獨立                | 劉志成         | 106 (1.84%)      |
| 運亨 | 2    | 新民主同盟/香港本土 | 范國威（當選） | 3,755 (65.16%)   |
| 運亨 | 3    | 獨立                | 戴卓然         | 0,43 (0.74%)     |
| 運亨 | 4    | 獨立                | 楊聰           | 0,1,859 (32.26%) |

## 逸聞
范國威於農曆新年期間，不時會為街坊畫寵物水墨年畫，這和其他議員以寫揮春為主的習慣有所不同。

## 學歷及公職
- 美國三藩市州立大學政治學碩士
- 美國三藩市美術學院學士
- 香港公開大學政治科學系兼職導師，2002年至今
- 西貢區議會運亨區議員，2000年1月1日－2021年3月16日
- 西貢區議會經濟發展委員會副主席，2004年－ 2006年
- 西貢區議會宣傳及編輯小組，2000年－2004年
- 民主黨中央委員會委員，2004年－2006年
- 民主黨制政策副發言人，2000年－2010年
- 香港民主黨青年委員會委員，1999年－2006年

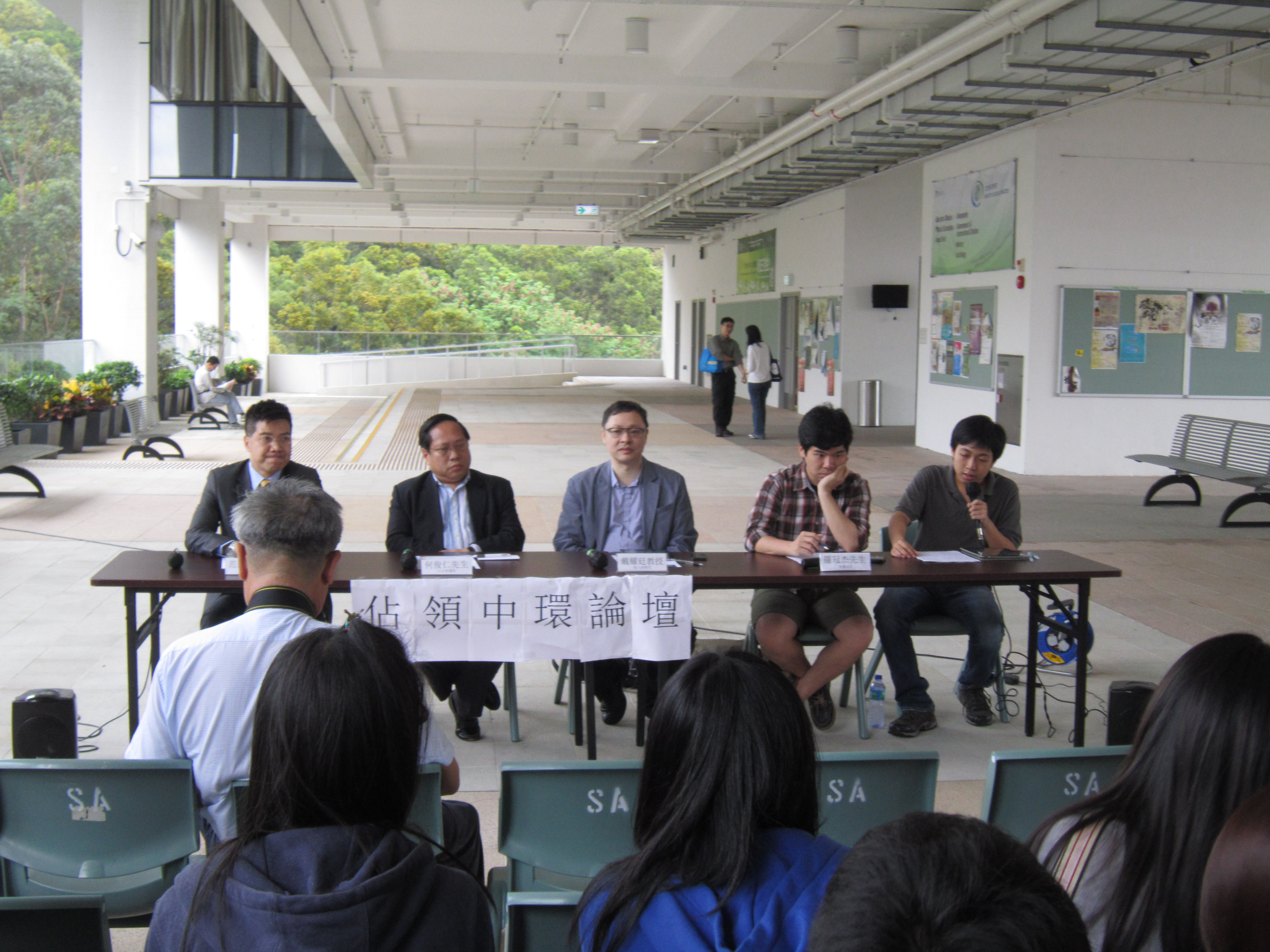
范國威（左）參與於香港浸會大學舉行的佔領中環行動論壇

- 香港特別行政區建築物上訴審裁處委員，2000年－2006年
- 將軍澳唐明苑業主立案法團主席，1999年－2009年
- 將軍澳民生關注組發言人，2000年－2015年
- 公共交通監察組主席，2004年至今
- 新民主同盟主席，2010年10月2日－2012年
- 立法會交通事務委員會副主席，2012年－2015年
- 香港立法會議員，2012年－2016年、2018年－2019年

## 資料來源
1. ↑   (PDF). gld.gov.hk.   [2018-03-16]. （原始内容存档 (PDF)于2018-03-17）.
2. ↑  .   [2019-12-17]. （原始内容存档于2019-12-17）.
3. ↑  . 頭條日報. 2021-03-17  [2021-03-17]. （原始内容存档于2021-03-18）.
4. ↑  憲報號外第22卷第6期 （页面存档备份，存于），香港政府
5. 1 2  . 頭條日報. 2019-09-13  [2022-09-20]. （原始内容存档于2020-05-02）.
6. 1 2  .   [2019-09-02]. （原始内容存档于2021-06-22）.
7. 1 2  .   [2024-11-22]. （原始内容存档于2024-11-19）.
8. ↑  李八方. . 香港蘋果日報. 2016-03-15  [2019-03-04]. （原始内容存档于2019-03-06）.
9. ↑  . garyfankwokwai@Instagram. 2018-05-23  [2019-06-25]. （原始内容存档于2020-05-02）.
10. ↑  白鴿大佬無義氣 鵪鶉細佬革命吧 （页面存档备份，存于）《太陽報》2006-01-04
11. ↑  民主黨內訌主角現身　范國威：細佬當自強 （页面存档备份，存于） 中國評論新聞網
12. ↑  叛將陳竟明范國威 與領導層「牙齒印」深 （页面存档备份，存于） 《文匯報》
13. ↑  . 香港蘋果日報. 2010-10-03  [2022-09-20]. （原始内容存档于2015-04-11）.
14. ↑  . 香港蘋果日報. 2010-12-19  [2022-09-20]. （原始内容存档于2015-03-20）.
15. ↑  鄭家富支持所有沒有支持政改方案的新界東泛民候選人，包括支持方案，但決定跟隨公民黨立場投反對票的湯家驊。
16. ↑  . NOW新聞. 2012-09-12  [2022-09-20]. （原始内容存档于2014-02-21）.
17. ↑  . 香港蘋果日報. 2012-09-11  [2022-09-20]. （原始内容存档于2014-10-09）.
18. 1 2  . 香港蘋果日報. 2012-09-11. （原始内容存档于2013-12-24）.
19. ↑  . 熱血時報. 2014-03-04  [2015-08-30]. （原始内容存档于2015-09-24）.
20. ↑  . 明報. 2018-04-20  [2022-09-20]. （原始内容存档于2022-09-20）.
21. ↑  . 大公報.   [2018-04-24]. （原始内容存档于2018-04-23）.
22. ↑  . 香港蘋果日報. 2013-09-02  [2022-09-20]. （原始内容存档于2013-11-04）.
23. ↑  . 主場新聞. 2013-09-03  [2022-09-20]. （原始内容存档于2013-09-04）.
24. ↑  . ETtoday. 2013-09-03  [2022-09-20]. （原始内容存档于2013-09-04）.
25. ↑  . 自由時報. 2013-09-04  [2022-09-20]. （原始内容存档于2013-09-04）.
26. ↑  . 輔仁媒體. 2013-09-04  [2022-09-20]. （原始内容存档于2016-05-27）.
27. ↑  . 輔仁媒體. 2014-12-14  [2022-09-20]. （原始内容存档于2016-03-08）.
28. ↑  . 輔仁媒體. 2015-03-12  [2022-09-20]. （原始内容存档于2022-03-11）.
29. ↑  . 香港蘋果日報 ｜date=2015-03-16.   [2022-09-20]. （原始内容存档于2015-05-16）.
30. ↑  黎梓緯、鄧子盈. . 香港01. 2016-09-04  [2016-09-05]. （原始内容存档于2022-09-20）.
31. ↑  . post852.com. 2018-01-15  [2018-01-15]. （原始内容存档于2018-01-15）.
32. ↑  潘希橋、莊恭南. . 香港01. 2018-01-15  [2022-09-20]. （原始内容存档于2019-05-20）.
33. ↑  . 立場新聞. 2018-01-19  [2018-01-20]. （原始内容存档于2018-01-20）.
34. ↑  . 頭條日報. 2018-03-11  [2018-03-11]. （原始内容存档于2018-03-11）.
35. ↑  . 壹週刊. 2018-03-11  [2018-03-11]. （原始内容存档于2018-03-11）.
36. ↑  . 2019-10-04  [2019-10-13]. （原始内容存档于2019-10-05）.
37. ↑  . 東方日報.   [2019-12-17]. （原始内容存档于2019-12-17）.
38. ↑  吳倬安. . HK01. 2021-05-24  [2024-11-21]. （原始内容存档于2023-02-04） （中文（香港））.
39. ↑  朱棨新. . 香港01. 2022-04-26  [2024-11-21]. （原始内容存档于2024-06-04） （中文（香港））.
40. 1 2  . 2022-11-04 （Chinese (Hong Kong)）.
41. 1 2 3  .   [2024-11-22]. （原始内容存档于2024-09-26）.
42. ↑  . hkcourtnews.com. 2024-11-20  [2024-11-21]. （原始内容存档于2024-11-19） （美国英语）.
43. ↑  47人案出獄．最新｜4前立法會議員出獄　范國威：多謝香港人關心 | 香港01
44. ↑  潘希橋; 劉婉雯; 黃詠榆. . 2018-06-21  [2020-05-18]. （原始内容存档于2021-01-21）.
45. ↑  .   [2020-05-18]. （原始内容存档于2021-01-28）.
46. ↑  .   [2020-05-18]. （原始内容存档于2021-01-18）.
47. 1 2  . 2015區議會選舉專頁 立場新聞.   [2016-05-10]. （原始内容存档于2016-08-21）.
48. 1 2 3  . 2019區議會選舉專頁 香港01.   [2019-11-30]. （原始内容存档于2020-01-03）.
49. ↑  .   [2020-05-18]. （原始内容存档于2020-12-10）.

## 外部連結
- 范國威的Facebook專頁（個人）
- 范國威的Facebook專頁
- 范國威的Instagram帳戶
- 范國威的Facebook專頁（將軍報）

| 議會席位    | 議會席位                                              | 議會席位 |
| ----------- | ----------------------------------------------------- | -------- |
| 前任： 首任 | 西貢區議會 運亨選區區議員 2000年1月1日－2021年3月15日 | 空缺     |